# Pélissanne
Pélissanne är en kommun i departementet Bouches-du-Rhône i regionen Provence-Alpes-Côte d'Azur i sydöstra Frankrike. Kommunen ligger  i kantonen Pélissanne som ligger i arrondissementet Aix-en-Provence. År 2022 hade Pélissanne 10 799 invånare.

## Befolkningsutveckling
Antalet invånare i kommunen Pélissanne
Referens:INSEE